# Amígdala (sistema limfàtic)
Les amígdales són acumulacions de teixit limfoide que es troben a la gola, abans de l'inici de la laringe i del tub digestiu.
El conjunt de totes les amígdales forma l'anell de Waldeyer. Inicialment, la medicina occidental cregué que no tenien una important funció defensiva i immunitària. Avui dia se sap que la seva activitat productora d'immunoglobulines és rellevant a nivell sistèmic i local, sobretot en l'etapa infantil en la que es produeixen els primers contactes amb microorganismes patògens.

## Estructura
Hi ha diverses amígdales:
- Amígdala palatina: comunament i senzilla anomenades amígdales, són les amígdales situades als costats esquerre i dret a la part posterior de la gola, que sovint es veuen com uns bonys rosats i de color carn.
- Amígdales linguals: a la part posterior de la llengua.
- Amígdala tubàrica: a prop de l'accés de la trompa d'Eustaqui a la rinofaringe.[5]
- Amígdala faríngia o carnots: al sostre de la rinofaringe.[6] Té una morfologia rectangular i amb l'edat, la seva mida disminueix.

## Patologia
|  | Vegeu també la secció de patologia en els articles dels diferents tipus d'amígdales |

L'amigdalitis aguda és la patologia més freqüent, ocasionalment pot evolucionar a una amigdalitis crònica.
Els coristomes (masses de cèl·lules histològicament normals presents en localitzacions aberrants) cartilaginosos amigdalins són una troballa rara. Poden afavorir el desenvolupament d'amigdalitis de repetició.
L'actinomicosi amigdalina és una entitat clínica poc comuna. Es presenta predominantment en individus amb certes alteracions hematològiques congènites, asma bronquial o que han sofert infeccions locals prèvies per estreptococs beta-hemolítics. És una de les causes d'amigdalitis crònica.
Durant l'edat pediàtrica, les tuberculosis primàries (és a dir, no acompanyades d'infecció pulmonar o disseminada pel bacil de Koch) de les amígdales, es veuen molt poques vegades. Són més comunes les de tipus secundari, particularment en persones grans i/o immunodeficients.
S'han descrit hemorràgies amigdalines espontànies causades per una amigdalitis bacteriana aguda, una mononucleosi infecciosa, una amigdalectomia, una leucèmia mieloide aguda promielocítica o una infecció pel virus SARS-CoV-2.
Els càlculs tonsil·lars són concrecions calcificades que es formen als plecs de les amígdales, en especial en els de la palatina. La seva composició inclou residus de bacteris i d'epiteli, juntament amb dipòsits de materials inorgànics, com ara la hidroxiapatita o l'oxalat de calci. Per regla general, tenen petites dimensions i no provoquen símptomes, però ocasionalment poden ser molt grans i cursar amb odinofàgia, otàlgia referida, febre i disfàgia. De manera excepcional, un càlcul amigdalí gegant és l'origen de dispnea, perforació esofàgica i mediastinitis.
Les amígdales ectòpiques són acúmuls de teixit tonsil·lar, unilaterals o bilaterals, que es desenvolupen en la cavitat oral fora de l'anell de Waldeyer. En certes ocasions, poden originar disfonia o tenir l'aspecte de neoplàsies benignes.
L'anomenada amígdala rectal és una proliferació reactiva de teixit limfoide que apareix infreqüentment en aquesta porció del tub digestiu, no sempre fácil de diagnosticar i d'etiologia desconeguda. S'ha descrit sobretot en adults de mitjana edat, alguns d'ells infectats pel virus d'Epstein-Barr o amb serologia luètica positiva. Debuta amb dolor abdominal i de tant en tant també és la causa de rectorràgies continuades o de prolapses rectals recurrents, encara que en alguns casos és una troballa mèdica incidental sense una simptomatologia associada significativa. A vegades, tot i no ser una neoplàsia maligna, la seva aparença macroscòpica pot suggerir l'existència d'un tumor carcinoide o d'un limfoma MALT.

### Tractament
L'amigdalectomia és un procediment que ha demostrat ser d'utilitat en malalts que pateixen determinats tipus de psoriasi o de trastorns del son. En nens amb hipertròfia tonsil·lar i que tenen aquest problema, la coblació (ablació en fred) parcial és una alternativa a la cirurgia clàssica.
Les amígdales tan sols s'extirpen si creixen més del normal o hi ha una amigdalitis crònica que no respon al tractament mèdic adequat.